# Хорошово (Московская область)
Хорошово — деревня в Волоколамском районе Московской области России. Входит в состав городского поселения Сычёво. Население — 0 чел. (2010).

## География
Деревня Хорошово расположена на западе Московской области, в восточной части Волоколамского района, примерно в 14 км к юго-востоку от центра города Волоколамска. Деревня окружена лесами. Ближайшие населённые пункты — деревни Матрёнино и Данилково.

## Население
| 1852 | 1859 | 1926 | 2002 | 2006 | 2010 |
| ---- | ---- | ---- | ---- | ---- | ---- |
| 36   | →36  | ↘27  | ↘0   | →0   | →0   |

## История
В «Списке населённых мест» 1862 года Хорошево — владельческая деревня 2-го стана Волоколамского уезда Московской губернии по правую сторону почтового Московского тракта (из Волоколамска), в 14 верстах от уездного города, при колодце, с 4 дворами и 36 жителями (17 мужчин, 19 женщин).
По данным на 1890 год входила в состав Аннинской волости Волоколамского уезда, число душ мужского пола составляло 10 человек.
В 1913 году — 7 дворов.
По материалам Всесоюзной переписи населения 1926 года — деревня Иванцевского сельсовета Аннинской волости, проживало 27 жителей (10 мужчин, 17 женщин), насчитывалось 7 крестьянских хозяйств.
С 1929 года — населённый пункт в составе Волоколамского района Московского округа Московской области. Постановлением ЦИК и СНК от 23 июля 1930 года округа как административно-территориальные единицы были ликвидированы.
1929—1963 гг. — деревня Матрёнинского сельсовета Волоколамского района.
1963—1965 гг. — деревня Матрёнинского сельсовета Волоколамского укрупнённого сельского района.
1965—1972 гг. — деревня Матрёнинского сельсовета Волоколамского района.
1972—1994 гг. — деревня Аннинского сельсовета Волоколамского района.
В 1994 году Московской областной думой было утверждено положение о местном самоуправлении в Московской области, сельские советы как административно-территориальные единицы были преобразованы в сельские округа.
1994—2006 гг. — деревня Аннинского сельского округа Волоколамского района.
С 2006 года — деревня городского поселения Сычёво Волоколамского муниципального района Московской области.